# غاري كينغ
غاري كينغ (بالإنجليزية: Gary King) (27 يناير 1990 في المملكة المتحدة - ) هو لاعب كرة قدم بريطاني في مركز الهجوم. لعب مع نادي أكرينغتون ستانلي وغرانتهام تاون ‏ ووركشوب تاون ‏ وBrigg Town F.C. ‏ وCoalville Town F.C. ‏ وLincoln United F.C. ‏ وStamford A.F.C. ‏ ولينكولن سيتي أف سي ونادي هاروجيت تاون وهنكلي يونايتد ‏ ونادي كوربي تاون وDeeping Rangers F.C. ‏ وHolbeach United F.C. ‏ وسبالدينغ يونايتد ‏ وLouth Town F.C. ‏ ونادي بوسطن يونايتد.

## وصلات خارجية
- غاري كينغ على موقع قاعدة بيانات كرة القدم.إي يو (الإنجليزية)
- غاري كينغ على موقع Soccerbase.com (لاعب) (الإنجليزية)